# Aroldo Corazza
Aroldo Corazza (Castel Maggiore, 15 gennaio 1906 – ...) è stato un calciatore italiano, di ruolo portiere.

## Carriera
Cresciuto nel Castelbolognese, nel 1926 passa al Piacenza dovendo svolgere il servizio militare nella città emiliana. Disputa una stagione da titolare nel campionato di Seconda Divisione prima di rientrare al Castelbolognese e militare in seguito nel San Pietro, dove resta fino al 1930.
Nel 1930 viene acquistato dalla Reggiana, militando per cinque stagioni consecutive in Prima Divisione. Nel giugno 1933 viene provato dalla Lazio, ma nonostante l'esito positivo del test l'ingaggio non si concretizza, e nel 1935 lascia i granata dopo 132 presenze in campionato. Chiude la carriera nel 1940 dopo cinque annate con il Rovigo tra Prima Divisione e Serie C.